# Суффолк-Костал
Суффолк-Костал (англ. Suffolk Coastal) — неметрополитенский район (англ. non-metropolitan district) в графстве Суффолк (Англия). Административный центр — город Вудбридж.

## География
Район расположен на побережье Северного моря в восточной части графства Суффолк.

## Состав
В состав района входит 7 городов:
- Вудбридж
- Кесгрейв (англ.)
- Лейстон (англ.)
- Олдборо
- Саксмендем (англ.)
- Филикстоу
- Фрамлингем (англ.)

и 110 общин (англ. civil parish).